# Charles Lucien de Beurmann
Pour les articles homonymes, voir Beurmann.
Charles Lucien de Beurmann (né le 6 décembre 1851 – décédé le 26 novembre 1923 ) est un dermatologue et un mycologue français.

## Biographie
Né à Strasbourg le 6 décembre 1851, il est le fils de Eugène de Beurmann, capitaine d'état major.
Il étudie la médecine à Paris, où il devint en 1884 « médecin des hôpitaux ». En 1889, il est nommé chef de service (département de la tête) à l'Hôpital Lourcine, puis travaillant plus tard à l'Hôpital Saint-Louis, où il reste jusqu'en 1916. Il étudie les maladies exotiques lors de ses déplacements à travers toute l'Asie.
Beurmann est connu pour ses contributions à la connaissance des sporotrichoses, une maladie très commune en Europe à cette époque. Le champignon, qui cause la sporotrichose avait été identifié un peu plus tôt par un médecin Américain : Benjamin Robinson Schenck (1873-1920), et fut dénommé Sporothrix schenckii (en)  en l'honneur de Schenck. Beurmann fit des recherches étendues sur l'aspect cutané de la maladie, et avec Henri Gougerot (1881-1955), il publia une monographie, Les Sporotrichoses, un traité, qui était basé sur 250 cas de sporotrichoses vus en France.
Il est fait chevalier de la légion d'honneur le 14 août 1896.
 In 1903, le dermatologue Raymond Sabouraud (1864-1938) suggéra à Beurmann, l'utilisation de l'iodure de potassium comme traitement. Du fait des recherches de Beurmann sur les aspects de la sporotrichose, Sporothrix schenckii fut parfois dénommé Sporotrichum beurmanni.

Il meurt à son domicile parisien 19 rue d'Aumale le 26 novembre 1923.

## Écrits
- Les sporotrichoses. avec Henri Gougerot. Paris, 1912.
- Recherches sur la Mortalité des Femmes en Couches dans les Hôpitaux. Statistiques de Lariboisière 1854-1878 et de Cochin 1873-77. 1879.

## Photographie
Lors de ses voyages, il est l'auteur de nombreuses photographies témoignages ethniques de la vie en Sibérie, en Inde, en Corée et au Japon. Ses clichés sont édités en cartes postales ( Editeur M. D. A., imprimeur P.S.B Paris-Levallois)